# Giengen an der Brenz
Giengen an der Brenz város Németországban, azon belül Baden-Württembergben. Lakosainak száma 20 358 fő (2023. december 31.).

### Városrészei
1972-ben a következő településeket beolvasztattak Giengenbe:
| Hürben | Sachsenhausen | Hohenmemmingen | Burgberg |

## Népesség
A település népessége az elmúlt években az alábbi módon változott:
| Lakosok száma | 15 126 | 18 126 | 19 117 | 18 643 | 18 315 | 19 144 | 20 318 | 19 945 | 19 018 | 20 358 |
|               | 1961   | 1967   | 1974   | 1980   | 1987   | 1993   | 2000   | 2006   | 2013   | 2023   |